# Dressleria dilecta
Dressleria dilecta är en orkidéart som först beskrevs av Heinrich Gustav Reichenbach, och fick sitt nu gällande namn av Dodson. Dressleria dilecta ingår i släktet Dressleria och familjen orkidéer. Inga underarter finns listade i Catalogue of Life.

## Bildgalleri

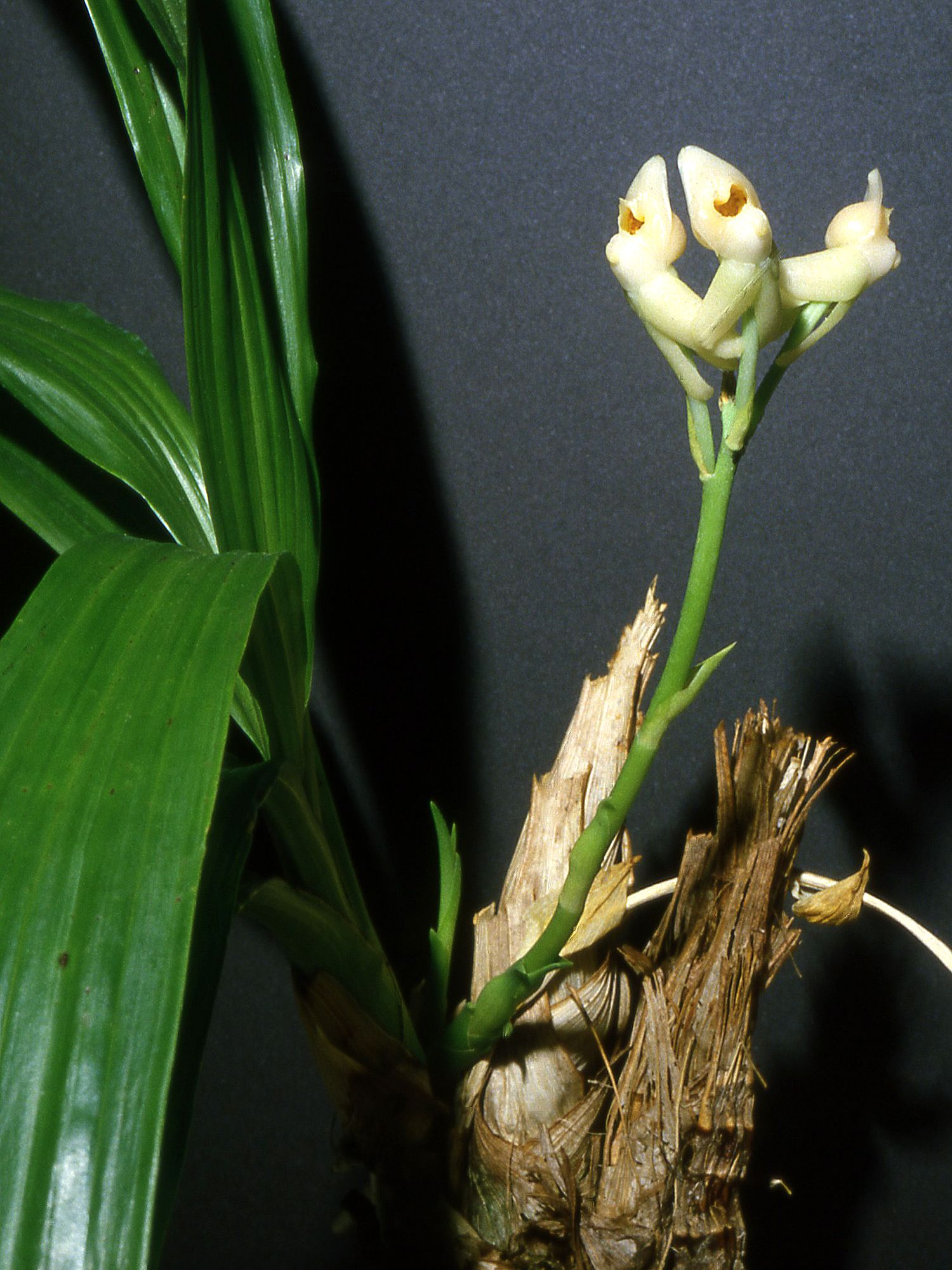
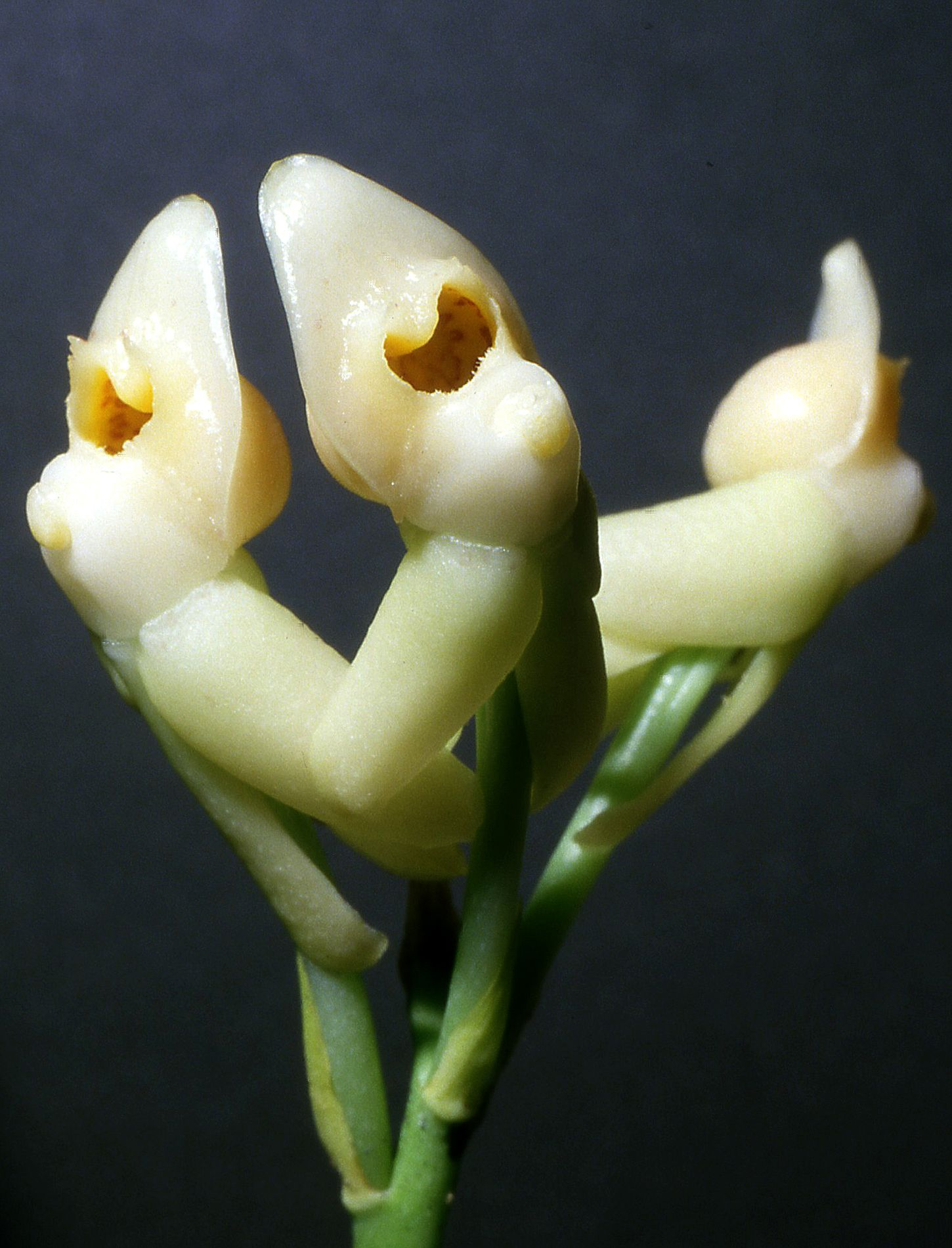
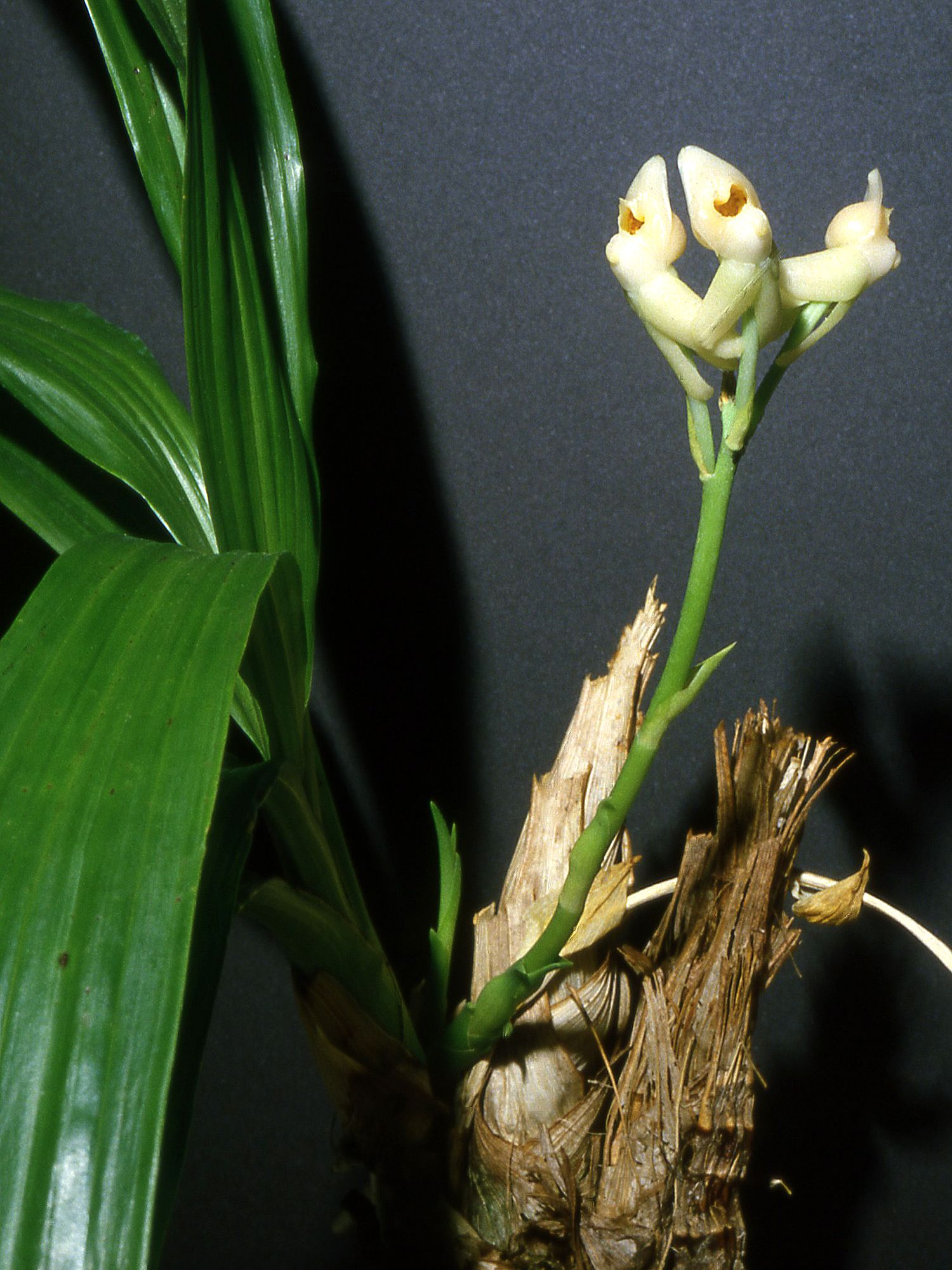
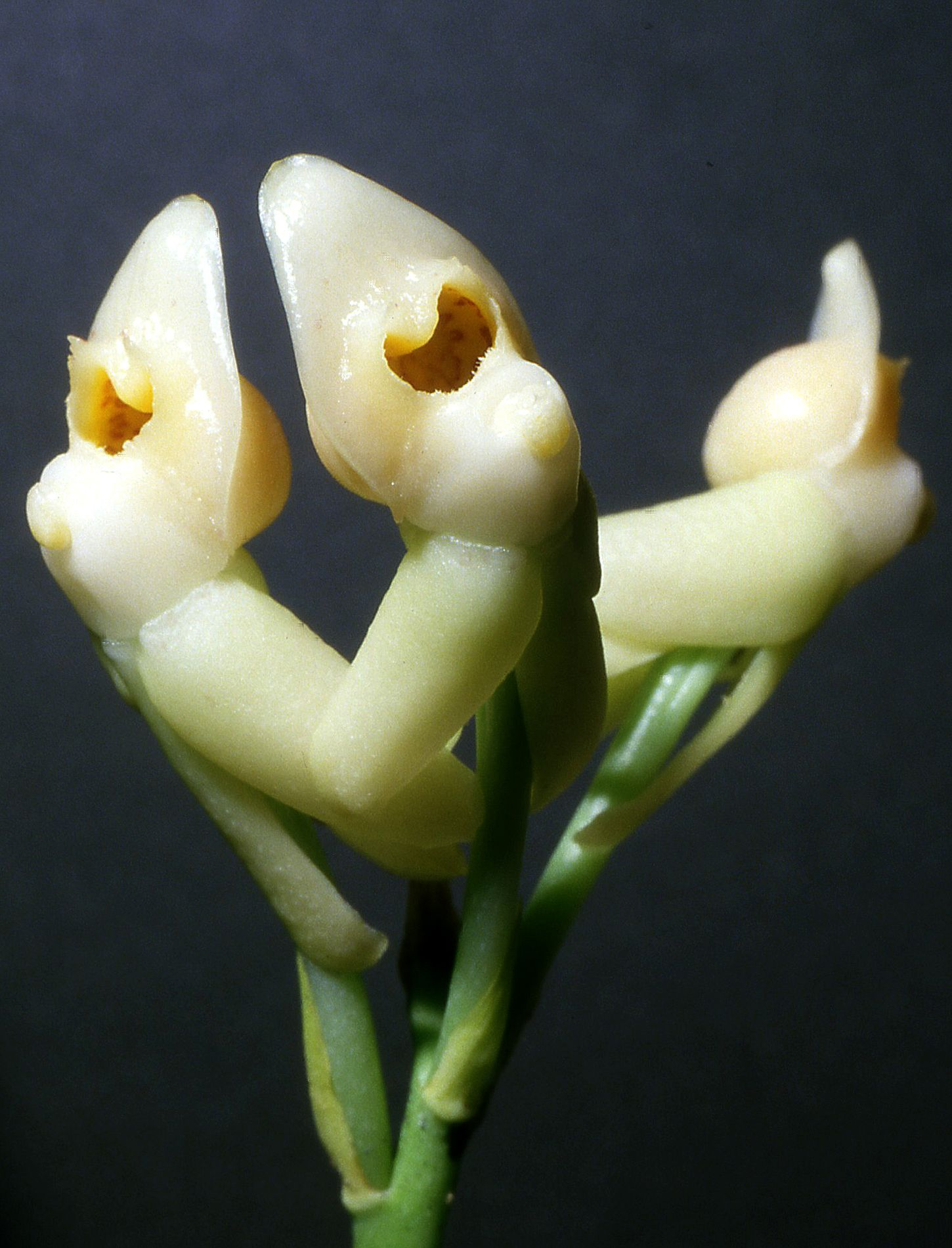